# Дикое сердце (фильм, 1993)
«Дикое сердце» (англ. Untamed Heart; другое название — «Непокорное сердце») — кинофильм.

## Сюжет
Кэролайн - официантка которой не везёт в любви. Адам, застенчивый уборщик, работающий рядом с Кэролайн, скрывает свою симпатию к ней и не осмеливается даже начать разговор.
Всё меняется однажды зимним вечером, когда девушка, возвращаясь с работы, подвергается нападению двоих преступников. Адам, по счастливой случайности оказавшийся рядом, спасает её…

## Отзывы
Кинокритик Сергей Кудрявцев в своей книге «3500 кинорецензий» так пишет о фильме:

«И не так уж страшно, что фильм 52-летнего режиссёра Тони Билла, чаще предпочитающего жанр мелодрамы или социальной молодёжной драмы, неизбежно напомнит целую череду лент — от „Истории любви“ Артура Хиллера до „Фрэнки и Джонни“ Гэрри Маршалла. В конечном счёте, все картины о любви говорят об одном и том же. Но „Неукротимому сердцу“ (вариант перевода „Дикое сердце“ настраивает на неверный лад) в этом плане не хватает, казалось бы, малого — именно своей, незаёмной интонации, точности и проникновенности в каждой секунде пребывания героев в кадре, как раз „сердечной неукротимости“.
Всё это отнюдь не означает, что фильм не понравится некоторым зрителям, особенно женщинам, которые ищут в кино возвышенно-простых чувств — и без „особых завихрений“. Вот почему на церемонии вручения кинопремий канала MTV данная лента была отмечена в номинациях „лучший поцелуй“ (между Кристианом Слейтером и Марисой Томей) и „самый желанный мужчина“ (Кристиан Слейтер). Хотя в прокате „Неукротимое сердце“, будучи специально выпущенным ко Дню святого Валентина, не пользовалось особой популярностью».

## Награды
Фильмы завоевал премию MTV Movie Awards 1993 года в категориях «Самый желанный актёр» (Кристиан Слейтер) и «Лучший поцелуй» (поцелуй Кристиана Слейтера и Марисы Томей).